# Grundhold
Als Grundholde wurden im Mittelalter Bauern bezeichnet, die außerhalb des Fronhofes auf eigenen Bauernhöfen arbeiteten, aber Abgaben an den Grundherren leisten mussten.
Sie waren wie die Hörigen zwar nicht gänzlich unfrei, aber doch durch ihre Stellung als Hintersassen eines Grundherrn durch ihre bäuerliche Dienst- und Zinspflicht in ihrer Freiheit beschränkt (siehe dazu auch Leibeigenschaft). Im Gegensatz zu den Hörigen durften sie aber auch Grundbesitz erwerben und darüber verfügen. Meist ging jedoch die Arbeit auf dem Fronhof vor und so waren es oft die Familienmitglieder, welche den eigenen Grund und Boden bestellen mussten. Anders als der Ackerbürger besaß der Grundhold kein Bürgerrecht und war viel stärker durch Frondienste belastet.
Das Wort „Holde“ bedeutete Untertan, insbesondere eine Person, die wegen ihrer Grundstücke gewisse Verpflichtungen einem anderen gegenüber hat, wie z. B. Treue, Gehorsam, Dienstleistungen und Abgaben. Mit Holden, ab dem 15. Jahrhundert mit Grundholden, wurden Bauern bezeichnet, die ihren Grund und Boden – oft als Erblehen – gegen das Leisten von Abgaben in Geld- oder Naturalienform erhalten hatten. Diese Bauern waren vom Grundbesitzer abhängig und wurden teilweise zusammen mit ihrem Besitz von ihm verkauft.